# Banovine de Croatie
 (mai 2020).
Si vous disposez d'ouvrages ou d'articles de référence ou si vous connaissez des sites web de qualité traitant du thème abordé ici, merci de compléter l'article en donnant les références utiles à sa vérifiabilité et en les liant à la section « Notes et références ».
Pour les articles homonymes, voir Croatie (homonymie).
1939–1941
Entités précédentes :
- Royaume de Yougoslavie
  - Banovine du Danube
  - Banovine de la Drina
  - Banovine du Littoral
  - Banovine de la Save
  - Banovine de la Zeta

Entités suivantes :
- État indépendant de Croatie (1941)
- Royaume d'Italie (Gouvernorat de Dalmatie, Province de Ljubljana) (1941)
- État fédéral de Croatie (1943)

La banovine de Croatie ou banat de Croatie (en serbo-croate Banovina Hrvatska) est une province du royaume de Yougoslavie qui exista entre 1939 et 1941. 
Sa capitale était Zagreb. Elle était constituée de la plus grande partie de l'actuelle Croatie par fusion des banovines de la Save et du Littoral, plus certaines portions des actuelles Serbie et Bosnie-Herzégovine. Sa superficie était de 65 456 kilomètres carrés et elle comptait 4 024 601 habitants.

## Histoire
La Banovine de Croatie a été créée en 1939 par le prince Paul de Yougoslavie dans le but d'apaiser les velléités indépendantistes croissantes du peuple croate, incarné au parlement par le Parti républicain paysan croate (en croate Hrvatska Republikanska Seljacka Stranka), au sein du royaume de Yougoslavie. La Banovine de Croatie faisait partie d'un projet de fédéralisation du territoire yougoslave.[réf. nécessaire]
Entre 1941 et 1944, la Banovine de Croatie (ainsi que le reste de la Yougoslavie) fut occupée par les puissances de l'Axe. Durant cette période, la Banovine de Croatie fut remplacée par l'État indépendant de Croatie, un protectorat allemand qui prit administrativement le contrôle d'une grande partie de la Bosnie-Herzégovine actuelle. 
Après la libération de la Yougoslavie par les partisans de Tito en 1944 et la mise en place de la république populaire fédérative de Yougoslavie par Tito, la Banovine de Croatie fut remplacée par la république populaire de Croatie.